# Anafrodisia
La anafrodisia o inapetencia sexual es un bajo o nulo nivel de interés sexual, en el cual una persona no logra estimularse ni responder al cortejo para lograr establecer una relación íntima con el fin de satisfacer la actividad sexual en la pareja. La situación provoca insatisfacción y depresión en el emisor, constantemente se formulan diversas excusas para evitar la relación sexual. 
El término frigidez se usa con frecuencia como un sinónimo. Esto es, la ausencia anormal de deseo sexual, de excitación sexual o de orgasmo. Se puede aplicar tanto a las mujeres como a los hombres.

## Etiología
Algunas de las posibles causas que la originan, tanto físicas como psicológicas, son: poseer un concepto propio de poco o nulo atractivo físico; negación al éxito como forma recurrente de frustración que imposibilita al individuo a sentir o comunicar de manera asertiva provocando una situación de desazón que no solo afecta físicamente al mismo, sino su entorno social proyectándose de una manera negligente, acaparadora y poco razonable ante otros puntos de vista demarcando una impotencia interactiva, y afectiva, al placer, al amor y la vida misma de pareja que solo enmarca la convivencia marital; miedo al rechazo por parte de la pareja; o dificultades para manifestar sus deseos sexuales, conflictos, rutina sexual, etc.

## Cuadro clínico
Es una inhibición persistente o difusa del deseo sexual o la libido existiendo un bloqueo en la apetencia sexual, con lo que la frecuencia de relaciones disminuye considerablemente, siendo a veces casi nula.
Una combinación frecuente en el seno de la pareja consiste en la presencia de deseo sexual inhibido en la mujer acompañada de eyaculación precoz en el hombre. Ambos procesos se retroalimentan entre sí, de tal forma que la falta de deseo aumenta la latencia entre las relaciones sexuales. De esta manera puede originarse un círculo vicioso del que es difícil salir sin la ayuda de una terapia sexual apropiada.

## Asexualidad
En la quinta edición del Manual diagnóstico y estadístico de los trastornos mentales (DSM-5) de la Asociación Estadounidense de Psiquiatría, un impulso sexual ausente o disminuido es considerado un trastorno o disfunción solo si causa estrés significativo para la persona; no si se autoidentifica como asexual.